# Цур, Саар
Са́ар Цур (ивр. סער צור‎; род. 9 июня 1973, Израиль) — генерал-майор Армии обороны Израиля, в последней должности: командир Северного корпуса и Штаба маневрирования (с ноября 2021 по октябрь 2024 года).

## Биография
Родился в Израиле в 1973 году в семье Авраама и Исраэлы Цур.

### Военная карьера
В 1991 году был призван на службу в Армию обороны Израиля, начал службу в бронетанковой бригаде «Барак».
По окончании офицерских курсов перешёл на службу в бронетанковой бригаде «Иквот ха-Барзель». Был инструктором на курсах офицеров бронетанковых войск, а также главой канцелярии Командующего Северным военным округом.
В 2002 году был повышен в звании до подполковника (сган-алуф) и назначен командиром 74-го батальона бронетанковой бригады «Барак», исполнял эту должность до 2004 года. Затем был заместителем командира территориальной бригады «Биньямин», а в дальнейшем командиром оперативного отдела (ивр. קצין אג"ם‎) территориальной дивизии Иудеи и Самарии.
В 2008 году получил звание полковника (алуф-мишне) и вступил на пост командира резервной бронетанковой бригады «Ха-Закен», исполнял эту должность до 2010 года. С 8 июля 2010 года по 10 июля 2012 командовал территориальной бригадой «Биньямин». Командовал бригадой, помимо прочего, в подавлении еженедельных актов протеста и беспорядков против воздвижения израильского разделительного барьера около деревни Билин.
31 июля 2012 года возглавил бронетанковую бригаду «Иквот ха-Барзель», командовал ею в ходе операции «Нерушимая скала» в секторе Газа, в том числе в рамках боевой деятельности в лагере беженцев Джебалия, а также в городе Бейт-Ханун и квартале Шуджаия. Командовал бригадой до 25 августа 2014 года. Затем, с 2014 по 2016 год, был главой департамента планирования и организации в Командовании сухопутных войск.
13 июля 2016 года был повышен в звании до бригадного генерала (тат-алуф) и назначен командиром резервной бронетанковой дивизии «Синай», с мая 2017 года параллельно командуя Национальным центром учений сухопутных войск. Окончил службу на посту командира дивизии 18 февраля 2018 года, а на посту командира Национального центра учений сухопутных войск — 18 апреля 2019 года. 19 мая 2019 года возглавил бронетанковую дивизию «Ха-Плада», в мае 2021 года командовал дивизией в ходе операции «Страж стен» в секторе Газа, возглавлял дивизию до 1 августа 2021 года.
21 ноября 2021 года получил звание генерал-майора и 25 ноября 2021 года вступил на пост командира Северного корпуса и командира Штаба маневрирования в Командовании сухопутных войск. Командовал силами Штаба маневрирования в ходе начавшейся в октябре 2023 года войны в Газе.
2 мая 2024 года было опубликовано решение министра обороны Йоава Галанта и Начальника Генштаба генерал-лейтенанта Херци Ха-Леви назначить преемником Цура на посту бригадного генерала Дана Гольдфуса, а сам Цур был уведомлён Начальником Генштаба о решении не назначать Цура на другую должность по уходу с поста и завершить его военную службу. По сообщению военного корреспондента газеты «Едиот ахронот» Йоси Йехошуа между Начальником Генштаба и Цуром состоялся резкий разговор, в ходе которого Цур подверг критике решение прервать его военную службу, несмотря на то что сам он был не причастен к провалу, приведшему к вторжению боевиков ХАМАС на юге Израиля 7 октября 2023 года, в то время как другие генералы, напрямую связанные с провалом, продолжают службу в армии.
10 октября 2024 года Цур передал пост командира Северного корпуса и Штаба маневрирования генерал-майору Дану Гольдфусу накануне выхода в запас.

### После завершения военной службы
После завершения военной службы Цур стал членом консультативного совета израильской IT-компании Ottopia.

### Образование и личная жизнь
За время военной службы Цур получил степень бакалавра Университета имени Бар-Илана (в области экономики) и степень магистра делового администрирования Междисциплинарного центра в Герцлии.
Женат, отец троих детей, проживает в Рамат-Гане.

## Публикации
- Цур С. החיים באי-ודאות [Жизнь при неопределённости] (ивр.). Исраэль ха-йом (5 мая 2019). Дата обращения: 6 мая 2025. Архивировано 11 июня 2024 года.